# Rehweiler
Rehweiler là một đô thị ở huyện Kusel, bang Rheinland-Pfalz, phía tây nước Đức. Đô thị Rehweiler có diện tích 6,74 km².